# Roland Fantom X
Roland Fantom X — клавишная музыкальная рабочая станция производства компании Roland.
Впервые название «Fantom» было использовано для инструмента Roland FA-76, созданного на основе звукогенераторного модуля XV-5050 в 2002 году. По многим техническим характеристикам (отсутствие семплера, флоппи-диск в качестве носителя информации) инструмент существенно уступал конкурирующим моделям, прежде всего Korg Triton и Yamaha Motif. В связи с этим в 2003 году был выпущен переработанный вариант — Roland Fantom S, оборудованный семплером, USB-портом и слотом для карт памяти SmartMedia. Модификация Fantom X появилась на свет в 2004 году. В целом её дизайн заимствован у Fantom S, однако были увеличены полифония, объём наращиваемой оперативной памяти семплера, а также общее количество волновых форм. Последней доработкой на сегодняшний день является расширение операционной системы Audio Track Expansion, добавляющее в секвенсер инструмента 8 аудиодорожек и позволяющее осуществлять семплирование непосредственно в трек (In-Track Sampling). Одновременно с расширением Audio Track Expansion в 2005 году был создан более бюджетный вариант инструмента — Fantom Xa, отличающийся несколько усечёнными возможностями.
| Модель                    | Fantom FA-76                | Fantom S/S88                   | Fantom X6/X7/X8                   | Fantom Xa                     | Fantom G6/G7/G8                   |
| ------------------------- | --------------------------- | ------------------------------ | --------------------------------- | ----------------------------- | --------------------------------- |
| Год создания              | 2002                        | 2003                           | 2004                              | 2005                          | 2008                              |
| Клавиатура                | 76 клавиш (с послекасанием) | 61/88 клавиш (с послекасанием) | 61/76/88 клавиш (с послекасанием) | 61 клавиша (без послекасания) | 61/76/88 клавиш (с послекасанием) |
| Полифония                 | 64                          | 64                             | 128                               | 128                           | 128                               |
| Волновая память ROM, Мб   | 64                          | 64                             | 128                               | 64                            | 256                               |
| Волновые формы            | 1083                        | 1083                           | 1436                              | 1228                          | 2153                              |
| Семплерная память RAM, Мб | нет                         | 32+128                         | 32+512                            | 4+512                         | 32+512                            |
| Слоты расширения          | 2 SRX                       | 4 SRX                          | 4 SRX                             | 1 SRX                         | 2 ARX                             |
| Слоты расширения SR-JV80  | 1                           | нет                            | нет                               | нет                           | нет                               |
| Возможность аудиозаписи   | нет                         | нет                            | есть                              | есть                          | есть                              |
| Интерфейс USB             | нет                         | есть                           | есть                              | есть                          | есть                              |
| Сменный носитель          | Флоппи-диск                 | SmartMedia (до 128 Мб)         | PCMCIA (до 1 Гб)                  | PCMCIA (до 1 Гб)              | USB Flash                         |

В настоящий момент[когда?] Roland Fantom X, наряду с Yamaha Motif и Korg Triton, входит в так называемую «большую тройку» наиболее популярных профессиональных клавишных инструментов. Для создания звука используется 4 волновых слоя, каждый с собственной огибающей и мультирежимным фильтром с резонансом, 3 назначаемых генератора низкой частоты (LFO1, LFO2, Step LFO) и 6 процессоров эффектов (3 разрыва, ревербератор, хорус, задержка и многополосный компрессор). Характер взаимодействия волновых форм, а также маршрутизация прохождения сигнала через фильтры и генераторы огибающих определяются при помощи алгоритмов (по 10 вариантов для каждой пары слоёв). Для управления в реальном времени используются джойстик, инфракрасный контроллер D-Beam, 4 вращающихся регулятора, 2 ножных педали и 2 кнопки.
Пользовательский интерфейс Fantom X построен на основе цветного жидкокристаллического дисплея (320×240 точек) и включает в себя большое количество функций, ранее характерных только для операционных систем персональных компьютеров. Например, это ярлыки для быстрого доступа к страницам (Clip Board), сменные хранители экрана, цветовые схемы, обои рабочего стола, блокнот для записи текстов и аккордов, встроенный справочник (на английском языке). Подборка тембров Fantom X в целом универсальна, однако обладает выраженным тяготением к поп-музыке, электронной танцевальной музыке, оркестровой музыке, а также к саундтрекам для фильмов и спектаклей. Микширование звукового набора Fantom X производил американский продюсер и звукорежиссёр Дэн Блессингер (Dan Blessinger, Martinsound Studios), работавший с такими исполнителями, как Барбра Стрейзанд и Принц. В своих выступлениях и записях звучание Fantom X используют Мадонна, Шакира, другие известные музыканты.